# Scherma ai Giochi della IX Olimpiade - Spada individuale maschile
La competizione della spada individuale maschile  di scherma ai Giochi della IX Olimpiade si tenne i giorni 6 e 7 agosto 1928 presso lo Schermzaal di Amsterdam. 

## Risultati

### 1 Turno
I primi sei classificati di ogni girone furono ammessi al secondo turno. 
| Pos. | Atleta               | Nazione       | Vittorie | SF | SC | Incontri | Incontri | Incontri | Incontri | Incontri | Incontri | Incontri | Incontri | Incontri | Incontri |
| Pos. | Atleta               | Nazione       | Vittorie | SF | SC | GAR      | BIS      | MOY      | deS      | HAL      | DEB      | HER      | HÁT      | AKR      | CED      |
| ---- | -------------------- | ------------- | -------- | -- | -- | -------- | -------- | -------- | -------- | -------- | -------- | -------- | -------- | -------- | -------- |
| 1    | Domingo García       | Spagna        | 7        | 7  | 1  | X        | 0-0      | 1-0      | 1-0      | 1-0      | 0-1      | 1-0      | 1-0      | 1-0      | 1-0      |
| 2    | Charles Biscoe       | Gran Bretagna | 6        | 6  | 2  | 0-0      | X        | 0-1      | 1-0      | 1-0      | 1-0      | 1-0      | 0-1      | 1-0      | 1-0      |
| 3    | Saul Moyal           | Egitto        | 6        | 6  | 3  | 0-1      | 1-0      | X        | 0-1      | 0-1      | 1-0      | 1-0      | 1-0      | 1-0      | 1-0      |
| 4    | Henrique da Silveira | Portogallo    | 5        | 5  | 4  | 0-1      | 0-1      | 1-0      | X        | 1-0      | 0-1      | 0-1      | 1-0      | 1-0      | 1-0      |
| 5    | Hans Halberstadt     | Germania      | 5        | 5  | 3  | 0-1      | 0-1      | 1-0      | 0-1      | X        | 1-0      | 1-0      | 1-0      | 0-0      | 1-0      |
| 6    | Charles Debeur       | Belgio        | 5        | 5  | 4  | 1-0      | 0-1      | 0-1      | 1-0      | 0-1      | X        | 1-0      | 0-1      | 1-0      | 1-0      |
| 7    | Luis Hernández       | Messico       | 3        | 3  | 6  | 0-1      | 0-1      | 0-1      | 1-0      | 0-1      | 0-1      | X        | 0-1      | 1-0      | 1-0      |
| 7    | Ottó Hátszeghy       | Ungheria      | 3        | 3  | 5  | 0-1      | 1-0      | 0-1      | 0-1      | 0-1      | 1-0      | 1-0      | X        | 0-0      | 0-1      |
| 9    | Sigurd Akre-Aas      | Norvegia      | 1        | 1  | 6  | 0-1      | 0-1      | 0-1      | 0-1      | 0-0      | 0-1      | 0-1      | 0-0      | X        | 1-0      |
| 9    | Gunnar Cederschiöld  | Svezia        | 1        | 1  | 8  | 0-1      | 0-1      | 0-1      | 0-1      | 0-1      | 0-1      | 0-1      | 1-0      | 0-1      | X        |

| Pos. | Atleta            | Nazione        | Vittorie | SF | SC | Incontri | Incontri | Incontri | Incontri | Incontri | Incontri | Incontri | Incontri | Incontri | Incontri |
| Pos. | Atleta            | Nazione        | Vittorie | SF | SC | HEL      | CAL      | EMP      | OSI      | HAJ      | JAC      | KRÍ      | MIJ      | CAR      | APP      |
| ---- | ----------------- | -------------- | -------- | -- | -- | -------- | -------- | -------- | -------- | -------- | -------- | -------- | -------- | -------- | -------- |
| 1    | Nils Hellsten     | Svezia         | 7        | 7  | 2  | X        | 0-1      | 1-0      | 0-1      | 1-0      | 1-0      | 1-0      | 1-0      | 1-0      | 1-0      |
| 2    | George Calnan     | Stati Uniti    | 7        | 7  | 2  | 1-0      | X        | 0-1      | 0-1      | 1-0      | 1-0      | 1-0      | 1-0      | 1-0      | 1-0      |
| 3    | Eugène Empeyta    | Svizzera       | 6        | 6  | 3  | 0-1      | 1-0      | X        | 0-1      | 1-0      | 1-0      | 1-0      | 1-0      | 1-0      | 0-1      |
| 4    | Ivan Osiier       | Danimarca      | 6        | 6  | 3  | 1-0      | 1-0      | 1-0      | X        | 0-1      | 0-1      | 1-0      | 0-1      | 1-0      | 1-0      |
| 5    | János Hajdú       | Ungheria       | 5        | 5  | 4  | 0-1      | 0-1      | 0-1      | 1-0      | X        | 1-0      | 1-0      | 1-0      | 1-0      | 0-1      |
| 6    | Fritz Jack        | Germania       | 3        | 3  | 6  | 0-1      | 0-1      | 0-1      | 1-0      | 0-1      | X        | 1-0      | 0-1      | 0-1      | 1-0      |
| 7    | František Kříž    | Cecoslovacchia | 3        | 3  | 6  | 0-1      | 0-1      | 0-1      | 0-1      | 0-1      | 0-1      | X        | 1-0      | 1-0      | 1-0      |
| 7    | Pieter Mijer      | Paesi Bassi    | 3        | 3  | 5  | 0-1      | 0-1      | 0-1      | 1-0      | 0-1      | 1-0      | 0-1      | X        | 1-0      | 0-0      |
| 9    | Gheorghe Caranfil | Romania        | 2        | 2  | 7  | 0-1      | 0-1      | 0-1      | 0-1      | 0-1      | 1-0      | 0-1      | 0-1      | X        | 1-0      |
| 9    | Torvald Appelroth | Finlandia      | 2        | 2  | 6  | 0-1      | 0-1      | 1-0      | 0-1      | 1-0      | 0-1      | 0-1      | 0-0      | 0-1      | X        |

| Pos. | Atleta             | Nazione     | Vittorie | SF | SC | Incontri | Incontri | Incontri | Incontri | Incontri | Incontri | Incontri | Incontri | Incontri | Incontri |
| Pos. | Atleta             | Nazione     | Vittorie | SF | SC | CIC      | LEA      | BER      | DRI      | RÁD      | DYR      | VIL      | GON      | HEI      | BAR      |
| ---- | ------------------ | ----------- | -------- | -- | -- | -------- | -------- | -------- | -------- | -------- | -------- | -------- | -------- | -------- | -------- |
| 1    | Salvator Cicurel   | Egitto      | 6        | 6  | 3  | X        | 1-0      | 1-0      | 0-1      | 1-0      | 1-0      | 1-0      | 1-0      | 0-1      | 0-1      |
| 2    | Paulo Leal         | Portogallo  | 6        | 6  | 3  | 0-1      | X        | 0-1      | 1-0      | 1-0      | 1-0      | 0-1      | 1-0      | 1-0      | 1-0      |
| 3    | Jens Berthelsen    | Danimarca   | 6        | 6  | 3  | 0-1      | 1-0      | X        | 0-1      | 0-1      | 1-0      | 1-0      | 1-0      | 1-0      | 1-0      |
| 4    | Willem Driebergen  | Paesi Bassi | 5        | 5  | 4  | 1-0      | 0-1      | 1-0      | X        | 0-1      | 1-0      | 1-0      | 0-1      | 0-1      | 1-0      |
| 5    | József Rády        | Ungheria    | 4        | 4  | 4  | 0-1      | 0-1      | 1-0      | 1-0      | X        | 0-1      | 0-0      | 0-1      | 1-0      | 1-0      |
| 6    | Gustaf Dyrssen     | Svezia      | 4        | 4  | 5  | 0-1      | 0-1      | 0-1      | 0-1      | 1-0      | X        | 1-0      | 0-1      | 1-0      | 1-0      |
| 7    | Antonio Villamil   | Argentina   | 4        | 4  | 4  | 0-1      | 1-0      | 0-1      | 0-1      | 0-0      | 0-1      | X        | 1-0      | 1-0      | 1-0      |
| 7    | Francisco González | Spagna      | 4        | 4  | 5  | 0-1      | 0-1      | 0-1      | 1-0      | 1-0      | 1-0      | 0-1      | X        | 0-1      | 1-0      |
| 7    | Raoul Heide        | Norvegia    | 4        | 4  | 5  | 1-0      | 0-1      | 0-1      | 1-0      | 0-1      | 0-1      | 0-1      | 1-0      | X        | 1-0      |
| 10   | Edward Barnett     | Stati Uniti | 1        | 1  | 8  | 1-0      | 0-1      | 0-1      | 0-1      | 0-1      | 0-1      | 0-1      | 0-1      | 0-1      | X        |

| Pos. | Atleta              | Nazione        | Vittorie | SF | SC | Incontri | Incontri | Incontri | Incontri | Incontri | Incontri | Incontri | Incontri | Incontri | Incontri |
| Pos. | Atleta              | Nazione        | Vittorie | SF | SC | TOM      | MAS      | PEN      | RYE      | MAR      | MIL      | CER      | BEM      | DeJ      | LOR      |
| ---- | ------------------- | -------------- | -------- | -- | -- | -------- | -------- | -------- | -------- | -------- | -------- | -------- | -------- | -------- | -------- |
| 1    | Léon Tom            | Belgio         | 6        | 6  | 3  | X        | 0-1      | 0-1      | 1-0      | 1-0      | 0-1      | 1-0      | 1-0      | 1-0      | 1-0      |
| 2    | Armand Massard      | Francia        | 6        | 6  | 3  | 1-0      | X        | 0-1      | 1-0      | 0-1      | 1-0      | 1-0      | 1-0      | 0-1      | 1-0      |
| 3    | Răzvan Penescu      | Romania        | 6        | 6  | 2  | 1-0      | 1-0      | X        | 0-1      | 1-0      | 0-0      | 0-1      | 1-0      | 1-0      | 1-0      |
| 4    | Peter Ryefelt       | Danimarca      | 5        | 5  | 4  | 0-1      | 0-1      | 1-0      | X        | 0-1      | 1-0      | 0-1      | 1-0      | 1-0      | 1-0      |
| 5    | Oscar Martínez      | Argentina      | 5        | 5  | 4  | 0-1      | 1-0      | 0-1      | 1-0      | X        | 1-0      | 1-0      | 0-1      | 0-1      | 1-0      |
| 6    | Allan Milner        | Stati Uniti    | 4        | 4  | 4  | 1-0      | 0-1      | 0-0      | 0-1      | 0-1      | X        | 0-1      | 1-0      | 1-0      | 1-0      |
| 7    | Jan Černohorský     | Cecoslovacchia | 4        | 4  | 4  | 0-1      | 0-1      | 1-0      | 1-0      | 0-1      | 1-0      | X        | 0-1      | 0-0      | 1-0      |
| 8    | Konstantinos Bembis | Grecia         | 3        | 3  | 5  | 0-1      | 0-1      | 0-1      | 0-1      | 1-0      | 0-1      | 1-0      | X        | 1-0      | 0-0      |
| 9    | Arie de Jong        | Paesi Bassi    | 2        | 2  | 6  | 0-1      | 1-0      | 0-1      | 0-1      | 1-0      | 0-1      | 0-0      | 0-1      | X        | 0-1      |
| 10   | Frithjof Lorentzen  | Norvegia       | 1        | 1  | 7  | 0-1      | 0-1      | 0-1      | 0-1      | 0-1      | 0-1      | 0-1      | 0-0      | 1-0      | X        |

| Pos. | Atleta            | Nazione       | Vittorie | SF | SC | Incontri | Incontri | Incontri | Incontri | Incontri | Incontri | Incontri | Incontri | Incontri | Incontri |
| Pos. | Atleta            | Nazione       | Vittorie | SF | SC | GAU      | FIT      | DEL      | FIS      | PAR      | CHI      | GHE      | ADD      | AMB      | LLA      |
| ---- | ----------------- | ------------- | -------- | -- | -- | -------- | -------- | -------- | -------- | -------- | -------- | -------- | -------- | -------- | -------- |
| 1    | Lucien Gaudin     | Francia       | 9        | 9  | 0  | X        | 1-0      | 1-0      | 1-0      | 1-0      | 1-0      | 1-0      | 1-0      | 1-0      | 1-0      |
| 2    | Édouard Fitting   | Svizzera      | 6        | 6  | 2  | 0-1      | X        | 0-1      | 1-0      | 1-0      | 1-0      | 1-0      | 1-0      | 1-0      | 0-0      |
| 3    | Charles Delporte  | Belgio        | 6        | 6  | 2  | 0-1      | 1-0      | X        | 0-1      | 0-0      | 1-0      | 1-0      | 1-0      | 1-0      | 1-0      |
| 4    | Theodor Fischer   | Germania      | 4        | 4  | 4  | 0-1      | 0-1      | 1-0      | X        | 1-0      | 0-1      | 0-1      | 1-0      | 1-0      | 0-0      |
| 5    | Frederico Paredes | Portogallo    | 4        | 4  | 3  | 0-1      | 0-1      | 0-0      | 0-1      | X        | 1-0      | 1-0      | 1-0      | 1-0      | 0-0      |
| 6    | Bertie Childs     | Gran Bretagna | 3        | 3  | 6  | 0-1      | 0-1      | 0-1      | 1-0      | 0-1      | X        | 1-0      | 1-0      | 0-1      | 0-1      |
| 7    | Dan Gheorghiu     | Romania       | 3        | 3  | 5  | 0-1      | 0-1      | 0-1      | 1-0      | 0-1      | 0-1      | X        | 0-0      | 1-0      | 1-0      |
| 8    | Elie Adda         | Egitto        | 2        | 2  | 6  | 0-1      | 0-1      | 0-1      | 0-1      | 0-1      | 0-1      | 0-0      | X        | 1-0      | 1-0      |
| 8    | Georgios Ambet    | Grecia        | 2        | 2  | 7  | 0-1      | 0-1      | 0-1      | 0-1      | 0-1      | 1-0      | 0-1      | 0-1      | X        | 1-0      |
| 10   | José Llauro       | Argentina     | 1        | 1  | 5  | 0-1      | 0-0      | 0-1      | 0-0      | 0-0      | 1-0      | 0-1      | 0-1      | 0-1      | X        |

| Pos. | Atleta                 | Nazione        | Vittorie | SF | SC | Incontri | Incontri | Incontri | Incontri | Incontri | Incontri | Incontri | Incontri | Incontri |
| Pos. | Atleta                 | Nazione        | Vittorie | SF | SC | BUC      | JAC      | HOL      | TRI      | MER      | JUN      | GOY      | VAS      | KET      |
| ---- | ---------------------- | -------------- | -------- | -- | -- | -------- | -------- | -------- | -------- | -------- | -------- | -------- | -------- | -------- |
| 1    | Georges Buchard        | Francia        | 7        | 7  | 1  | X        | 1-0      | 1-0      | 1-0      | 1-0      | 1-0      | 1-0      | 1-0      | 0-1      |
| 2    | Henri Jacquet          | Svizzera       | 6        | 6  | 2  | 0-1      | X        | 1-0      | 1-0      | 1-0      | 0-1      | 1-0      | 1-0      | 1-0      |
| 3    | Martin Holt            | Gran Bretagna  | 6        | 6  | 2  | 0-1      | 0-1      | X        | 1-0      | 1-0      | 1-0      | 1-0      | 1-0      | 1-0      |
| 4    | Tryfon Triantafyllakos | Grecia         | 4        | 4  | 4  | 0-1      | 0-1      | 0-1      | X        | 0-1      | 1-0      | 1-0      | 1-0      | 1-0      |
| 5    | Pedro Mercado          | Messico        | 3        | 3  | 5  | 0-1      | 0-1      | 0-1      | 1-0      | X        | 1-0      | 0-1      | 1-0      | 0-1      |
| 6    | Josef Jungmann         | Cecoslovacchia | 3        | 3  | 5  | 0-1      | 1-0      | 0-1      | 0-1      | 0-1      | X        | 0-1      | 1-0      | 1-0      |
| 7    | Tomás Goyoaga          | Cile           | 3        | 3  | 5  | 0-1      | 0-1      | 0-1      | 0-1      | 1-0      | 1-0      | X        | 0-1      | 1-0      |
| 8    | Dimitar Vasilev        | Bulgaria       | 2        | 2  | 6  | 0-1      | 0-1      | 0-1      | 0-1      | 0-1      | 0-1      | 1-0      | X        | 1-0      |
| 8    | Lauri Kettunen         | Finlandia      | 2        | 2  | 6  | 1-0      | 0-1      | 0-1      | 0-1      | 1-0      | 0-1      | 0-1      | 0-1      | X        |

### 2 Turno
I primi sei classificati di ogni girone furono ammessi ai gironi di semifinali. 
| Pos. | Atleta            | Nazione       | Vittorie |
| ---- | ----------------- | ------------- | -------- |
| 1    | Lucien Gaudin     | Francia       | 9        |
| 2    | Frederico Paredes | Portogallo    | 8        |
| 3    | Hans Halberstadt  | Germania      | 7        |
| 4    | Saul Moyal        | Egitto        | 7        |
| 5    | Willem Driebergen | Paesi Bassi   | 6        |
| 6    | Charles Debeur    | Belgio        | 5        |
| 7    | Henri Jacquet     | Svizzera      | 5        |
| 8    | Gustaf Dyrssen    | Svezia        | 4        |
| 8    | Răzvan Penescu    | Romania       | 4        |
| 10   | Oscar Martínez    | Argentina     | 2        |
| 10   | Peter Ryefelt     | Danimarca     | 2        |
| 12   | Martin Holt       | Gran Bretagna | 2        |

| Pos. | Atleta                 | Nazione        | Vittorie | SF | SC | Incontri | Incontri | Incontri | Incontri | Incontri | Incontri | Incontri | Incontri | Incontri | Incontri | Incontri | Incontri |
| Pos. | Atleta                 | Nazione        | Vittorie | SF | SC | BER      | TOM      | BUC      | MIL      | HEL      | RÁD      | LEA      | JUN      | FIT      | TRI      | CHI      | FIS      |
| ---- | ---------------------- | -------------- | -------- | -- | -- | -------- | -------- | -------- | -------- | -------- | -------- | -------- | -------- | -------- | -------- | -------- | -------- |
| 1    | Jens Berthelsen        | Danimarca      | 8        | 8  | 3  | X        |          | 1-0      | 0-1      | 0-1      | 1-0      | 1-0      | 1-0      | 1-0      | 0-1      | 1-0      | 1-0      |
| 2    | Léon Tom               | Belgio         | 7        | 7  | 3  | 0-1      | X        | 0-1      | 1-0      | 0-0      | 1-0      | 0-1      | 1-0      | 1-0      | 1-0      | 1-0      | 1-0      |
| 3    | Georges Buchard        | Francia        | 6        | 6  | 5  | 0-1      | 1-0      | X        | 0-1      | 0-1      | 0-1      | 0-1      | 1-0      | 1-0      | 1-0      | 1-0      | 1-0      |
| 4    | Allan Milner           | Stati Uniti    | 6        | 6  | 3  | 1-0      | 0-1      | 1-0      | X        | 1-0      | 0-1      | 0-1      | 1-0      | 0-0      | 1-0      | 0-0      | 1-0      |
| 5    | Nils Hellsten          | Svezia         | 6        | 6  | 3  | 1-0      | 0-0      | 1-0      | 0-1      | X        | 1-0      | 1-0      | 0-1      | 0-0      | 1-0      | 0-1      | 1-0      |
| 6    | József Rády            | Ungheria       | 6        | 6  | 5  | 0-1      | 0-1      | 1-0      | 1-0      | 0-1      | X        | 1-0      | 0-1      | 0-1      | 1-0      | 1-0      | 1-0      |
| 7    | Paulo Leal             | Portogallo     | 6        | 6  | 5  | 0-1      | 1-0      | 1-0      | 1-0      | 0-1      | 0-1      | X        | 1-0      | 1-0      | 0-1      | 0-1      | 1-0      |
| 8    | Josef Jungmann         | Cecoslovacchia | 5        | 5  | 6  | 0-1      | 0-1      | 0-1      | 0-1      | 1-0      | 1-0      | 0-1      | X        | 1-0      | 1-0      | 1-0      | 0-1      |
| 9    | Édouard Fitting        | Svizzera       | 4        | 4  | 5  | 0-1      | 0-1      | 0-1      | 0-0      | 0-0      | 1-0      | 0-1      | 0-1      | X        | 1-0      | 1-0      | 1-0      |
| 9    | Tryfon Triantafyllakos | Grecia         | 4        | 4  | 7  | 1-0      | 0-1      | 0-1      | 0-1      | 0-1      | 0-1      | 1-0      | 0-1      | 0-1      | X        | 1-0      | 1-0      |
| 11   | Bertie Childs          | Gran Bretagna  | 3        | 3  | 7  | 0-1      | 0-1      | 0-1      | 0-0      | 1-0      | 0-1      | 1-0      | 0-1      | 0-1      | 0-1      | X        | 1-0      |
| 12   | Theodor Fischer        | Germania       | 1        | 1  | 10 | 0-1      | 0-1      | 0-1      | 0-1      | 0-1      | 0-1      | 0-1      | 1-0      | 0-1      | 0-1      | 0-1      | X        |

| Pos. | Atleta               | Nazione       | Vittorie | SF | SC | Incontri | Incontri | Incontri | Incontri | Incontri | Incontri | Incontri | Incontri | Incontri | Incontri | Incontri | Incontri |
| Pos. | Atleta               | Nazione       | Vittorie | SF | SC | CIC      | CAL      | OSI      | MAS      | DEL      | EMP      | GAR      | DE       | JAC      | BIS      | HAJ      | MER      |
| ---- | -------------------- | ------------- | -------- | -- | -- | -------- | -------- | -------- | -------- | -------- | -------- | -------- | -------- | -------- | -------- | -------- | -------- |
| 1    | Salvator Cicurel     | Egitto        | 8        | 8  | 3  | X        |          | 0-1      | 0-1      | 1-0      | 1-0      | 0-1      | 1-0      | 1-0      | 1-0      | 1-0      | 1-0      |
| 2    | George Calnan        | Stati Uniti   | 8        | 8  | 3  | 0-1      | X        | 0-1      | 1-0      | 1-0      | 1-0      | 1-0      | 1-0      | 0-1      | 1-0      | 1-0      | 1-0      |
| 3    | Ivan Osiier          | Danimarca     | 7        | 8  | 4  | 1-0      | 1-0      | X        | 1-0      | 0-1      | 0-1      | 0-1      | 1-0      | 1-0      | 1-0      | 1-0      | 1-1      |
| 4    | Armand Massard       | Francia       | 7        | 7  | 4  | 1-0      | 0-1      | 0-1      | X        | 1-0      | 0-1      | 0-1      | 1-0      | 1-0      | 1-0      | 1-0      | 1-0      |
| 5    | Charles Delporte     | Belgio        | 7        | 8  | 4  | 0-1      | 0-1      | 1-0      | 0-1      | X        | 1-0      | 1-1      | 1-0      | 1-0      | 1-0      | 1-0      | 1-0      |
| 6    | Eugène Empeyta       | Svizzera      | 5        | 5  | 6  | 0-1      | 0-1      | 1-0      | 1-0      | 0-1      | X        | 1-0      | 0-1      | 0-1      | 1-0      | 0-1      | 1-0      |
| 7    | Domingo García       | Spagna        | 5        | 6  | 6  | 1-0      | 0-1      | 1-0      | 1-0      | 1-1      | 0-1      | X        | 0-1      | 0-1      | 1-0      | 0-1      | 1-0      |
| 7    | Henrique da Silveira | Portogallo    | 5        | 5  | 6  | 0-1      | 0-1      | 0-1      | 0-1      | 0-1      | 1-0      | 1-0      | X        | 1-0      | 1-0      | 1-0      | 0-1      |
| 9    | Fritz Jack           | Germania      | 4        | 4  | 7  | 0-1      | 1-0      | 0-1      | 0-1      | 0-1      | 1-0      | 1-0      | 0-1      | X        | 0-1      | 0-1      | 1-0      |
| 10   | Charles Biscoe       | Gran Bretagna | 3        | 3  | 8  | 0-1      | 0-1      | 0-1      | 0-1      | 0-1      | 0-1      | 0-1      | 0-1      | 1-0      | X        | 1-0      | 1-0      |
| 11   | János Hajdú          | Ungheria      | 3        | 3  | 8  | 0-1      | 0-1      | 0-1      | 0-1      | 0-1      | 1-0      | 1-0      | 0-1      | 1-0      | 0-1      | X        | 0-1      |
| 12   | Pedro Mercado        | Messico       | 2        | 3  | 9  | 0-1      | 0-1      | 1-1      | 0-1      | 0-1      | 0-1      | 0-1      | 1-0      | 0-1      | 0-1      | 1-0      | X        |

### Semifinali
I primi cinque classificati di ogni girone furono ammessi al girone finale. 
| Pos. | Atleta            | Nazione     | Vittorie | SF | SC | Incontri | Incontri | Incontri | Incontri | Incontri | Incontri | Incontri | Incontri | Incontri |
| Pos. | Atleta            | Nazione     | Vittorie | SF | SC | GAU      | TOM      | DEL      | CAL      | MOY      | DRI      | OSI      | EMP      | RÁD      |
| ---- | ----------------- | ----------- | -------- | -- | -- | -------- | -------- | -------- | -------- | -------- | -------- | -------- | -------- | -------- |
| 1    | Lucien Gaudin     | Francia     | 6        | 14 | 7  | X        | 2-1      | 1-2      | 1-2      | 2-1      | 2-0      | 2-0      | 2-0      | 2-1      |
| 2    | Léon Tom          | Belgio      | 5        | 13 | 8  | 1-2      | X        | 2-0      | 2-1      | 1-2      | 2-0      | 1-2      | 2-0      | 2-1      |
| 3    | Charles Delporte  | Belgio      | 5        | 14 | 11 | 2-1      | 0-2      | X        | 2-1      | 2-2      | 2-1      | 2-2      | 2-1      | 2-1      |
| 4    | George Calnan     | Stati Uniti | 4        | 12 | 11 | 2-1      | 1-2      | 1-2      | X        | 1-2      | 2-1      | 1-2      | 2-1      | 2-0      |
| 5    | Saul Moyal        | Egitto      | 4        | 13 | 11 | 1-2      | 2-1      | 2-2      | 2-1      | X        | 1-2      | 2-0      | 1-2      | 2-1      |
| 6    | Willem Driebergen | Paesi Bassi | 3        | 9  | 12 | 0-2      | 0-2      | 1-2      | 1-2      | 2-1      | X        | 2-0      | 2-1      | 1-2      |
| 7    | Ivan Osiier       | Danimarca   | 3        | 8  | 12 | 0-2      | 2-1      | 2-2      | 2-1      | 0-2      | 0-2      | X        | 0-2      | 2-0      |
| 8    | Eugène Empeyta    | Svizzera    | 2        | 8  | 13 | 0-2      | 0-2      | 1-2      | 1-2      | 2-1      | 1-2      | 2-0      | X        | 1-2      |
| 9    | József Rády       | Ungheria    | 2        | 8  | 14 | 1-2      | 1-2      | 1-2      | 0-2      | 1-2      | 2-1      | 0-2      | 2-1      | X        |

| Pos. | Atleta            | Nazione     | Vittorie | SF | SC | Incontri | Incontri | Incontri | Incontri | Incontri | Incontri | Incontri | Incontri | Incontri |
| Pos. | Atleta            | Nazione     | Vittorie | SF | SC | BUC      | HEL      | CIC      | DEB      | MIL      | MAS      | BER      | PAR      | HAL      |
| ---- | ----------------- | ----------- | -------- | -- | -- | -------- | -------- | -------- | -------- | -------- | -------- | -------- | -------- | -------- |
| 1    | Georges Buchard   | Francia     | 6        | 14 | 7  | X        | 1-2      | 2-1      | 2-1      | 1-2      | 2-1      | 2-0      | 2-0      | 2-0      |
| 2    | Nils Hellsten     | Svezia      | 6        | 12 | 9  | 2-1      | X        | 2-1      | 2-1      | 0-2      | 2-1      | 0-2      | 2-1      | 2-0      |
| 3    | Salvator Cicurel  | Egitto      | 5        | 12 | 9  | 1-2      | 1-2      | X        | 0-2      | 2-1      | 2-0      | 2-1      | 2-0      | 2-1      |
| 4    | Charles Debeur    | Belgio      | 4        | 12 | 9  | 1-2      | 1-2      | 2-0      | X        | 2-0      | 2-0      | 1-2      | 1-2      | 2-1      |
| 5    | Allan Milner      | Stati Uniti | 4        | 9  | 10 | 2-1      | 2-0      | 1-2      | 0-2      | X        | 0-2      | 0-2      | 2-0      | 2-1      |
| 6    | Armand Massard    | Francia     | 4        | 10 | 11 | 1-2      | 1-2      | 0-2      | 0-2      | 2-0      | X        | 2-1      | 2-1      | 2-1      |
| 7    | Jens Berthelsen   | Danimarca   | 3        | 10 | 11 | 0-2      | 2-0      | 1-2      | 2-1      | 2-0      | 1-2      | X        | 0-2      | 2-2      |
| 8    | Frederico Paredes | Portogallo  | 3        | 8  | 12 | 0-2      | 1-2      | 0-2      | 2-1      | 0-2      | 1-2      | 2-0      | X        | 2-1      |
| 9    | Hans Halberstadt  | Germania    | 0        | 7  | 16 | 0-2      | 0-2      | 1-2      | 1-2      | 1-2      | 1-2      | 2-2      | 1-2      | X        |

### Girone Finale
I primi quattro classificati furono ammessi agli assalti finali. 
| Pos. | Atleta           | Nazione     | Vittorie | SF | SC | Incontri | Incontri | Incontri | Incontri | Incontri | Incontri | Incontri | Incontri | Incontri | Incontri |
| Pos. | Atleta           | Nazione     | Vittorie | SF | SC | GAU      | BUC      | CAL      | TOM      | HEL      | DEL      | DEB      | CIC      | MIL      | MOY      |
| ---- | ---------------- | ----------- | -------- | -- | -- | -------- | -------- | -------- | -------- | -------- | -------- | -------- | -------- | -------- | -------- |
| 1    | Lucien Gaudin    | Francia     | 8        | 18 | 5  | X        | 2-0      | 2-1      | 2-2      | 2-1      | 2-0      | 2-0      | 2-1      | 2-0      | 2-0      |
| 2    | Georges Buchard  | Francia     | 7        | 15 | 8  | 0-2      | X        | 2-0      | 2-0      | 1-2      | 2-1      | 2-1      | 2-1      | 2-1      | 2-0      |
| 3    | George Calnan    | Stati Uniti | 6        | 14 | 10 | 1-2      | 0-2      | X        | 2-1      | 1-2      | 2-1      | 2-1      | 2-0      | 2-0      | 2-1      |
| 4    | Léon Tom         | Belgio      | 6        | 15 | 9  | 2-2      | 0-2      | 1-2      | X        | 2-0      | 2-1      | 2-0      | 2-1      | 2-0      | 2-1      |
| 5    | Nils Hellsten    | Svezia      | 5        | 12 | 13 | 1-2      | 2-1      | 2-1      | 0-2      | X        | 2-1      | 2-1      | 1-2      | 0-2      | 2-1      |
| 6    | Charles Delporte | Belgio      | 4        | 12 | 13 | 0-2      | 1-2      | 1-2      | 1-2      | 1-2      | X        | 2-1      | 2-0      | 2-1      | 2-1      |
| 7    | Charles Debeur   | Belgio      | 3        | 10 | 15 | 0-2      | 1-2      | 1-2      | 0-2      | 1-2      | 1-2      | X        | 2-1      | 2-1      | 2-1      |
| 8    | Salvator Cicurel | Egitto      | 3        | 10 | 15 | 1-2      | 1-2      | 0-2      | 1-2      | 2-1      | 0-2      | 1-2      | X        | 2-1      | 2-1      |
| 9    | Allan Milner     | Stati Uniti | 1        | 7  | 16 | 0-2      | 1-2      | 0-2      | 0-2      | 2-0      | 1-2      | 1-2      | 1-2      | X        | 1-2      |
| 10   | Saul Moyal       | Egitto      | 1        | 8  | 17 | 0-2      | 0-2      | 1-2      | 1-2      | 1-2      | 1-2      | 1-2      | 1-2      | 2-1      | X        |

### Finali
|  | Semifinali      | Semifinali      | Semifinali      |                 |               | Finale             | Finale             | Finale             |  |
|  |                 |                 |                 |                 |               |                    |                    |                    |  |
|  | Lucien Gaudin   | Lucien Gaudin   | 10              |                 |               |                    |                    |                    |  |
|  | Lucien Gaudin   | Lucien Gaudin   | 10              |                 |               |                    |                    |                    |  |
|  | Léon Tom        | Léon Tom        | 6               |                 |               |                    |                    |                    |  |
|  | Léon Tom        | Léon Tom        | 6               |                 | Lucien Gaudin | Lucien Gaudin      | 10                 |                    |  |
|  |                 |                 |                 |                 | Lucien Gaudin | Lucien Gaudin      | 10                 |                    |  |
|  |                 |                 | Georges Buchard | Georges Buchard | 6             |                    |                    |                    |  |
|  | Georges Buchard | Georges Buchard | Georges Buchard | Georges Buchard | 6             | 13                 |                    |                    |  |
|  | Georges Buchard | Georges Buchard |                 |                 |               | 13                 |                    |                    |  |
|  | George Calnan   | George Calnan   | 11              |                 |               | Finale terzo posto | Finale terzo posto | Finale terzo posto |  |
|  | George Calnan   | George Calnan   | 11              |                 |               |                    |                    |                    |  |
|  |                 |                 |                 |                 |               |                    |                    |                    |  |
|  |                 |                 |                 |                 |               | George Calnan      | George Calnan      | 10                 |  |
|  |                 |                 |                 |                 |               | George Calnan      | George Calnan      | 10                 |  |
|  |                 |                 |                 |                 |               | Léon Tom           | Léon Tom           | 6                  |  |